# Bolt Tail
Bolt Tail è un capo nel Devon, Inghilterra, situato a sud-ovest di Hope Cove nel distretto di South Hams.
Presso Bolt Tail si trovava una fortezza, risalente all'Età del ferro, anche se pochi resti rimangono di quella struttura, a circa 60 metri sul livello del mare.
Il promontorio segna l'estremità occidentale della costa attraverso i terreni del National Trust a Salcombe, attraverso Bolberry Down, fino all'estuario di Salcombe.
In una giornata di buona visibilità è possibile vedere fino alla costa della Cornovaglia, fino a Dodman Point.